# Херефонт
Херефо́нт, также Хэрефо́нт (др.-греч. Χαιρεφῶν; V век до н. э.) — древнегреческий философ и сподвижник Сократа. Его упоминают в своих трудах современники Аристофан, Платон и Ксенофонт, а также более поздние античные источники. В них он представлен болезненным и эмоционально несдержанным человеком, который посвятил себя поиску истины в философии Сократа. С именем Херефонта связана история об оракуле дельфийской пифии, которая назвала Сократа мудрейшим из людей. Это событие, согласно античной традиции, стало переломным в истории философии. После длительных раздумий о смысле оракула Сократ понял, что истинно мудрым является лишь Бог, а ответ пифии означает, что мудрейшим среди людей является тот, кто знает, что ничего не знает.
Особенности физического телосложения и характера сделали Херефонта «идеальной» мишенью для высмеивания Сократа и его учеников в древних аттических комедиях Аристофана и других драматургов.

## Биография
Информация о жизни Херефонта крайне скудна. Он родился в семье из аттического дема Сфетт. Херефонта упоминают несколько античных источников в качестве сподвижника и ближайшего друга Сократа. В современной литературе его также иногда называют «сократиком». Во время суда Сократ упомянул Херефонта: «Ведь вы знаете Херефонта. Человек этот смолоду был и моим, и вашим приверженцем, разделял с вами изгнание и возвратился вместе с вами.» На этом основании антиковеды делают вывод о том, что Херефонт был младше Сократа. Во время правления Тридцати тиранов (404—403 годы до н. э.) вместе с приверженцами демократии покинул Афины, а затем вернулся с войсками Фрасибула. На момент суда над Сократом в 399 году до н. э. Херефонт уже умер. На этом основании профессор Д. Нейлз считает, что Херефонт родился чуть позже 469 (год рождения Сократа) и умер между 403 и 399 годами до н. э.
В глазах современников Херефонт был, по меньшей мере, странным. Высокий, худой и болезненный человек, он посвятил себя поиску истины в философии Сократа. Ежедневные дела, карьера и деньги его мало интересовали. В античной литературе он предстаёт эмоционально несдержанным учеником Сократа, «неудержимый во всём, что бы не затевал».
В «Воспоминаниях о Сократе» Ксенофонта содержится диалог, в котором Сократ убеждает Херекрата не ссориться с братом Херефонтом. В другой части этого источника дана следующая характеристика Херефонта: «… Херефонт … и другие собеседники Сократа искали его общества не с тем, чтобы сделаться ораторами в Народном собрании или в суде, но чтобы стать совершенным и хорошо исполнять свои обязанности по отношению к семье, слугам, родным, друзьям, отечеству, согражданам. И никто из них ни в молодости, ни в пожилых годах не делал ничего дурного и не подвергался никакому обвинению.»
Херефонт представлен действующим лицом в сократических диалогах «Хармид» и «Горгий». В «Хармиде» он радостно приветствует Сократа, который вернулся из военного похода. После он вовлекает учителя в посвящённый воспитанию разговор со своими товарищами. В «Горгии» Херефонт вместе с Сократом, задержавшись на рынке, опаздывают на выступление знаменитого ритора. Однако, будучи знакомым с Горгием, Херефонт представляет ему своего учителя. Также он упомянут в «Пире мудрецов» Афинея, появляется в псевдо-платоновском диалоге «Алкиона» и в «Письмах сократиков».
Согласно различным источникам Херефонт был автором небольшого, написанного в эпистолярной форме, сочинения о пирах «Киребион» и трагедии «Гераклиды». Философ-неоплатоник VI века Олимпиодор Младший называет Херефонта одним из наиболее значимых учеников Сократа, однако данное свидетельство современные учёные не принимают всерьёз.

## Вопрос Херефонта пифии
С Херефонтом связан переломный, согласно античной традиции, момент в жизни Сократа, который заставил его посвятить жизнь философии. Херефонт при посещении дельфийского оракула спросил у пифии, кто из людей самый мудрый. Ответом стало утверждение, что в мире нет никого мудрее Сократа. В античной литературе существует, по меньшей мере, четыре вариации вопроса Херефонта и ответа пифии, причём две в изложении современников Сократа Платона и Ксенофонта. В пересказанной Платоном судебной речи Сократа философ утверждает, что его друг и сподвижник Херефонт «дерзнул … обратиться к оракулу с таким вопросом … есть ли кто-нибудь на свете мудрее меня, и Пифия ему ответила, что никого нет мудрее». Ксенофонт передаёт эпизод на суде словами: «Однажды Херефонт вопрошал обо мне бога в Дельфах, и бог в присутствии многих изрёк, что нет человека более бескорыстного, справедливого, разумного». Диоген Лаэртский считал, что пифия ответила: «Сократ превыше всех своею мудростью». Существует ещё один, зафиксированный в схолиях к Аристофану и энциклопедическом словаре X века «Суда» вариант, который учёные, в частности профессор Э. Д. Фролов, считают поздней литературной обработкой: «Хоть мудр Софокл, а Еврипид еще мудрей, / Но выше всех Сократ своею мудростью».
Ответ пифии заставил Сократа задуматься. С одной стороны бог не мог лгать, с другой — Сократ не считал себя не то что мудрым, но даже умным человеком. Тогда он начал общаться с людьми, чья мудрость у окружающих не вызывала сомнений. В результате Сократ пришёл к выводу, что на самом деле он не встретил ни одного мудреца. Сократ понял, что действительно мудрым является лишь Бог, а ответ пифии означает, что мудрейшим является тот, кто, подобно Сократу, знает, что ничего не знает. Сократ всю жизнь искал по-настоящему мудрого человека. Однако все его поиски оказывались тщетными. Разговоры, в которых он доказывал другим отсутствие в них мудрости, Сократ воспринимал служением богу. Из-за этого философ, с его слов, до самой старости остался бедным. У него просто не оставалось времени на другую работу. Одновременно он приобрёл множество врагов.
В целом антиковеды не отвергают историчность события. Член-корреспондент Афинской академии наук Ф. Х. Кессиди подчёркивал, что со стороны Сократа было бы крайне опрометчивым шагом выдумывать перед судьями эпизод, связанный с почитаемым в Элладе дельфийским оракулом. Фраза пифии, наоборот, должна была убедить суд в том, что Сократ не безбожник. Свидетельства о прорицании существуют в разных, независимых друг от друга, источниках; ответ пифии, кроме Херефонта, должны были слышать и другие паломники. Неясными остаются время пророчества, а также мотив жрецов храма Аполлона. Также, что отмечает профессор И. Е. Суриков, вопрос Херефонта пифии был весьма нестандартным. Обычно паломников интересовали сугубо практические вопросы, предполагавшие то или иное действие в зависимости от прорицания. По образному выражению авторов двухтомной монографии «The Delphic Oracle» Парка и Вормелла, если описанная история верна, то ответ пифии стал наиболее важным для развития человеческой мысли за всё существование дельфийского оракула. Существует и противоположное мнение, что вся история об оракуле представляет вымысел Платона. Целью автора в данном случае было подтверждение собственных идей, придание им «божественного признания».

## В древнегреческой комедии
Херефонта чаще упоминали комедиографы, чем сократики. И это при том, что сочинения Платона, Ксенофонта и других философов сохранились в большей степени, чем древние аттические комедии. Первое упоминание Херефонта в античных комедиях датировано 420-ми годами до н. э., последнее — 402 годом до н. э. Возможно, это связано с особенностями физического телосложения и чрезмерной восторженностью Херефонта, которую упомянул и Платон. Это делало его «идеальной» мишенью для высмеивания философов и учеников Сократа. По образному выражению Д. Нейлз, «его внешность и репутация, должно быть, были странными, потому что простое упоминание о нём продолжало быть забавным в течение двадцати лет».
В древних аттических комедиях Херефонт оттенял образ Сократа, появляясь, когда было необходимым высмеять ту или иную особенность философов. Херефонт представлен действующим персонажем в комедиях Аристофана «Облака» и «Осы» (без слов), а также упомянут в «Птицах». Имя Херефонта также встречается в уцелевших фрагментах комедий Евполида «Льстецы» (др.-греч. Κόλακες) и «Полисы» (др.-греч. Πόλεις). Аристофана — «Времена года» (др.-греч. Ὧραι), «Ниоба» (др.-греч. Νίοβος), «Телессемианцы» (др.-греч. Ίελμησσείς).

### «Облака»
«Облака» — комедия Аристофана, в которой высмеивается Сократ. В этом произведении Херефонт имеет «особый статус» относительно других учеников Сократа. Во-первых, он единственный из последователей философа, кого в комедии называют по имени. Во-вторых, он является вторым, после Сократа, человеком в «мыслильне», где проходят обучение философии. В-третьих, именно Херефонта приводит в пример Сократ новому ученику Стрепсиаду. Узнав, что он может стать похожим на Херефонта, Стрепсиад с ужасом восклицает: «Беда, беда мне! Полутрупом сделаюсь!». В-четвёртых, когда «мыслильню» поджигают, именно Херефонт выбегает на сцену с криком «всё сжигается». На основании этого фрагмента доктор исторических наук А. К. Гаврилов предположил, что Сократ обучал своих учеников в доме Херефонта: «Дом, о котором и нефилософствующие афиняне знали, что там учит Сократ, был дом Херефонта, и понятно почему во время поджога имя Херефонта выдвинуто на первый план».
В «Облаках» Аристофан приписывает Херефонту столь «важное» открытие, как исчисление длины блошиного прыжка.

### «Осы» и «Птицы»
Вновь Аристофан высмеивает внешний вид Херефонта в комедии 422 года до н. э. «Осы»: «Херефонт, тебе ж под стать идти / Свидетелем за бабой жёлтой, как Ино».
В «Птицах» Аристофан представил Херефонта летучей мышью, которая питается кровью, либо, в переводе С. К. Апта, «упырём» Среди прочего в тексте содержится следующий фрагмент:
Есть в стране зонтиконогих
Неизвестное болото
Грязный там сидит Сократ,
Вызывает души. Как-то
За душой, ушедшей в пятки,
Прискакал туда Писандр.
Он верблюду молодому
Перерезал горло бритвой,
Не Писандр, а Одиссей!
Стал он ждать. Упырь явился
И припал к верблюжьей крови,
А упырь тот — Хэрефонт.
Ещё в 1906 году переводчик и издатель «Птиц» Бенджамин Роджерс предположил, что в этих строках содержится обвинение Сократа и его учеников в некромантии или «психагогии». Профессор Р. В. Светлов, развивая данный тезис, подчеркнул, что образ бледного и «худосочного» Херефонта лучше всего подходил для такого обвинения.
В 1874 году ирландский зоолог Джордж Эдвард Добсон назвал род летучих мышей из семейства бульдоговых по имени изображённого в виде летучей мыши в комедии «Птицы» Херефонта «лат. Chaerephon».